# Oreocarya revealii
Oreocarya revealii är en strävbladig växtart som beskrevs av William Alfred Weber och R.C.Wittmann. Oreocarya revealii ingår i släktet Oreocarya och familjen strävbladiga växter. Inga underarter finns listade i Catalogue of Life.